# The Treniers
The Treniers waren eine US-amerikanische Vokalgruppe des 20. Jahrhunderts im Rhythm-and-Blues-, Swing- und Pop-Bereich.

## Bandgeschichte
Die 1947 gegründete Formation The Treniers wurde von den Zwillingen Cliff und Claude Trenier geleitet. Begleitet wurden sie vom Orchester des Pianisten Gene Gilbeaux mit dem Saxophonisten Don Hill, dem Bassisten Shifty Henry, dem später James (Jimmy) Johnson folgte, und dem Schlagzeuger Henry „Tucker“ Green. Später gehörten The Treniers auch weitere Brüder, wie Milt und Skip Trenier an.
Seit den 1940er Jahren traten sie mit einer Mischung aus Swing und frühem Rock ’n’ Roll auf; bekannte Songs waren die Begriffe „rock“ und „roll“ enthaltenden Titel „Rocking on Sunday Night“, „It Rocks! It Rolls! It Swings!“ oder „Rockin' Is Our Bizness“, der eine Version von Jimmie Luncefords „Rhythm Is Our Business“ aus den 1930er Jahren war (die Trenier-Zwillinge hatten ihre Karriere in der Lunceford-Band begonnen). Die Formation war auch für ihre humoristischen Songeinlagen und ihre Bühnenakrobatik bekannt, was die Shows späterer Rock-’n’-Roll-Gruppen vorwegnahm; ihre Bühnenauftritte beeinflussten etwa The Shadows.
Anfang 1947 erschien die 78er „Buzz Buzz Buzz“ bei Mercury; eine weitere Schallplatte („Everybody Get Together“) nahmen sie für das Label London auf. Anfang der 1950er Jahre entstand für Okeh mit einem von Quincy Jones geleiteten Orchester der Song „Get Out of the Car“. Ein weiterer Song für Okeh war ihr Duett mit dem Baseballstar Willie Mays, „Say Hey (The Willie Mays Song)“.
In den 1950er Jahren wechselten sie zu einem vom Rhythm & Blues und Jump Blues beeinflussten Stil, der ähnlich dem der Mills Brothers war, konnten aber in der beginnenden Rock-’n’-Roll-Bewegung trotz ihrer Filmauftritte nur wenige Erfolge feiern. Dennoch hatten sie großen Einfluss auf nachfolgende Künstler wie Bill Haley and His Comets, der ihre Auftritte in Wildwood (New Jersey) gesehen hatte; sie waren auch die ersten, die dessen Song „Rock-a-Beatin' Boogie“ einspielten. Weitere Songs dieser Zeit erschienen unter dem Namen Milt Treniers („You're Killin' Me“) und auf einem bei RCA Victor 1956 veröffentlichten Album Sorrento.
Ihr Auftritt in der von Dean Martin und Jerry Lewis geleiteten Show Colgate Comedy Hour im Jahr 1954 war eine der ersten Gelegenheiten, Rock ’n’ Roll im Fernsehen zu sehen. Bei der Tanzeinlage traten Dean Martin und Jerry Lewis mit den Brüdern auf und versuchten sich scherzhaft als Jazzmusiker.
Danach wirkte die Formation in den 1950er Jahren noch in einer Reihe weiterer Musikfilme mit, wie The Girl Can’t Help It und Don’t Knock the Rock (in dem auch Bill Haley auftrat) und setzten ihre Karriere bis 2003 fort. Noch 2008 trat der letzte Überlebender der Gruppe, Milt Trenier in Restaurants im Raum Chicago auf.

## Diskographische Hinweise
- The Treniers on TV (Epic, 1955)
- They Rock! They Roll! They Swing!: The Best of the Treniers (Epic/Legacy, 1951–1955, ed. 1995)
- The Treniers with Milt Trenier – You’re Killin’ Me (Dr. Horse Records, ed. 1985)
- Rock By Treniers (Bear Family Records, ed. 2010)
- This Is It! (Rev-Ola Records, ed. 2008)

## Filmauftritte
- Don’t Knock the Rock (1956)
- The Girl Can’t Help It (1956)
- Calypso Heat Wave (1957)
- Juke Box Rhythm (1959)